# Miss You Much
A Miss You Much Janet Jackson amerikai pop- és R&B-énekesnő első kislemeze negyedik, Rhythm Nation 1814 című albumáról. A dalt Jimmy Jam és Terry Lewis írták és ők voltak a producerei is. Ez volt Jackson második Billboard Hot 100-listavezető száma (a When I Think of You után); négy hétig maradt a lista élén.
Nagy tétje volt a dalnak, mert Jacksonnak bizonyítania kellett, hogy nem csak egy sikeres albumot képes létrehozni. A Miss You Much az énekesnő egyik legtöbb példányszámban elkelt kislemeze lett, 1989-ben ebből adtak el a legtöbbet, több mint négymillió példányt.
Jackson mind a hat turnéján előadta a dalt.

## Fogadtatása
Már a megjelenése előtt gyakran játszották a dalt, így nagy várakozással fogadták. Az 1989. szeptember 2-ával kezdődő héten a Billboard Hot 100 42. helyén nyitott, és öt hét alatt, október 7-ére felért a lista első helyére, ahol négy hétig maradt; ezzel 1989 egyik legsikeresebb kislemeze (az egyetlen másik, aminek négy hétig sikerült a listán maradnia, Phil Collins Another Day in Paradise című száma volt december 23-án.) A Miss You Much ugyanazon a héten lett listavezető, amelyiken Madonna Cherish című száma a második helyre került, így ez tartotta vissza a Madonna-dalt a listavezető pozíciótól. A Miss You Much Jackson egyik legsikeresebb kislemeze lett, listavezető lett a Hot R&B/Hip-Hop Songs slágerlistán is. A kislemezből több mint négymillió példány kelt el, több, mint abban az évben bármelyik másikból. Platinalemez lett.
Jackson elnyerte a Soul Train Music Awardot legjobb, női előadó által előadott soul/R&B-kislemez kategóriában, valamint két American Music Awardot, a legjobb soul/R&B-kislemez és a legjobb dance kislemez kategóriában, és jelölték a legjobb dance előadó kategóriában is. Szintén jelölést kapott a Grammy-díjra legjobb R&B énekesnő kategóriában.
A dal Kanadában és Dél-Afrikában is sikert aratott, számos európai országban a Top 10-be, Ausztráliában a Top 20-ba került. 2005-ben Youme dél-koreai énekes feldolgozta egy film számára.
A Miss You Much kislemezen található a You Need Me című dal, melyet Janet az apjához fűződő érzéseiről írt. Joseph Jackson vaskézzel irányította családját, ritkán mutatott szeretetet, és eddigre ez már közismertté vált a médiában. A Control sikere utána lemezkiadó megpróbálta rávenni Janetet, hogy a családjáról írjon dalokat, ennek az eredménye lett ez a dal, több hasonló azonban nem született, mert Janetnek sikerült keresztülvinnie eredeti elképzelését az album témáját illetően.

## Videóklip és remixek
A dal videóklipjét Dominic Sena rendezte, koreográfusa Anthony Thomas, és 1989 augusztusában forgatták. A klip három másik klippel együtt része a Rhythm Nation 1814 filmnek. A fekete-fehér klip elején Janet táncosai láthatóak, akik egy biliárdteremben pletykálnak, majd belép Janet, és a többiek megkérdezik, mi újság, mire ő kíváncsinak nevezi őket, és előadja a dalt. A klip végén egy hosszabb táncjelenet látható, melyet székekkel adnak elő (hasonlóan a nagy sikerű The Pleasure Principle kliphez az előző albumról), ennek koreográfusa Teddy Bixler. Ez a hosszabb klip megtalálható a The Rhythm Nation Compilation video-CD-n és DVD-n.

### Hivatalos remixek, változatok listája
- Album version (4:12)
- 7" Edit (3:55)
- A Cappella (3:25)
- Design of a Decade International Edit (3:51)
- Mama Mix (7:24)
- Oh I Like That Mix (4:56)
- Shep’s 7" House Mix (4:56)
- Shep’s House Mix (8:45)
- Shep’s House Dub (6:05)
- Sing It Yourself Mix (4:19)
- Slammin’ 7" R&B Mix (4:17)
- Slammin’ R&B Mix (7:45)
- Slammin’ Dub (5:48)
- The Bass You Much Mix/That Bass You Much Mix (4:20)

## Változatok[1]
| 7" kislemez (USA) 1. Miss You Much (Edit) 2. Miss You Much (Edit) 7" kislemez (USA, Egyesült Királyság, Ausztrália, Németország) Kazetta (USA, Egyesült Királyság) Mini CD (Japán) 1. Miss You Much (Edit) 2. You Need Me 12" maxi kislemez (USA, Egyesült Királyság, Németország, Japán) 1. Miss You Much (Mama Mix) 2. Miss You Much (Sing It Yourself Mix) 3. Miss You Much (Oh I Like That Mix) 4. You Need Me 12" maxi kislemez (Németország) 1. Miss You Much (Slammin’ R&B Mix) 2. Miss You Much (Slammin’ Dub) 3. Miss You Much (A Cappella) 4. Miss You Much (Shep’s House Mix) 5. Miss You Much (Shep’s House Dub) 6. Miss You Much (The Bass You Much Mix) CD kislemez (USA) 1. Miss You Much (Edit) 2. Miss You Much (Mama Mix) CD maxi kislemez (Németország) 1. Miss You Much (Edit) 2. Miss You Much (Mama Mix) 3. Miss You Much (Sing It Yourself Mix) 4. You Need Me | CD maxi kislemez (Németország) 1. Miss You Much (Slammin’ R&B Mix) 2. Miss You Much (7" House Mix) 3. Miss You Much (7" R&B Mix) 4. Miss You Much (Slammin’ R&B Mix) CD maxi kislemez (Németország) 1. Miss You Much (7" Slammin’ R&B Mix) 2. Miss You Much (7" House Mix) 3. Miss You Much (7" R&B Mix) 4. Miss You Much (Slammin’ R&B Mix) CD maxi kislemez (USA) 1. Miss You Much (Edit Version) 2. You Need Me 3. Miss You Much (Mama Mix) 4. Miss You Much (Oh I Like That Mix) CD maxi kislemez (Japán) 1. Miss You Much (Edit) 2. Miss You Much (Mama Mix) 3. Miss You Much (Slammin’ R&B Mix) 4. Miss You Much (Shep’s House Mix) 5. Miss You Much (Shep’s House Dub) 6. Miss You Much (Slammin’ Dub) 7. Miss You Much (7" R&B Remix) 8. Miss You Much (7" House Mix) 9. Miss You Much (7" Slammin’ R&B Mix) 10. Miss You Much (That Bass You Much Mix) 11. Miss You Much (Oh I Like That Mix) 12. Miss You Much (Sing It Yourself Mix) 13. Miss You Much (A Cappella) |

## Helyezések
| Slágerlista (1989)                               | Legmagasabb helyezés |
| ------------------------------------------------ | -------------------- |
| USA Billboard Hot 100                            | 1 (4 hétig)          |
| USA Billboard Hot 100 Airplay                    | 1                    |
| USA Billboard Hot R&B/Hip Hop Singles & Tracks   | 1 (2 hétig)          |
| USA Billboard Hot Pop Singles & Tracks           | 1 (4 hétig)          |
| USA Billboard Hot Dance Music/Club Play          | 1                    |
| USA Billboard Hot Dance Music/Maxi-Singles Sales | 1                    |
| USA ARC Weekly Top 40                            | 1 (4 hétig)          |
| Ausztrál ARIA Top 50                             | 12                   |
| Belga kislemezlista (Flandria)                   | 21                   |
| Brit kislemezlista                               | 22                   |
| Finn kislemezlista                               | 20                   |
| Francia kislemezlista                            | 66                   |
| Holland Top 40                                   | 15                   |
| Ír kislemezlista                                 | 22                   |
| Kanadai kislemezlista                            | 2                    |
| Német kislemezlista                              | 16                   |
| Olasz kislemezlista                              | 22                   |
| Svájci kislemezlista                             | 20                   |
| Új-zélandi RIANZ kislemezlista                   | 2                    |

### Év végi slágerlisták
| Év végi slágerlista (1989) | Helyezés |
| -------------------------- | -------- |
| USA Billboard Hot 100      | 5        |